# 科爾斯伯格

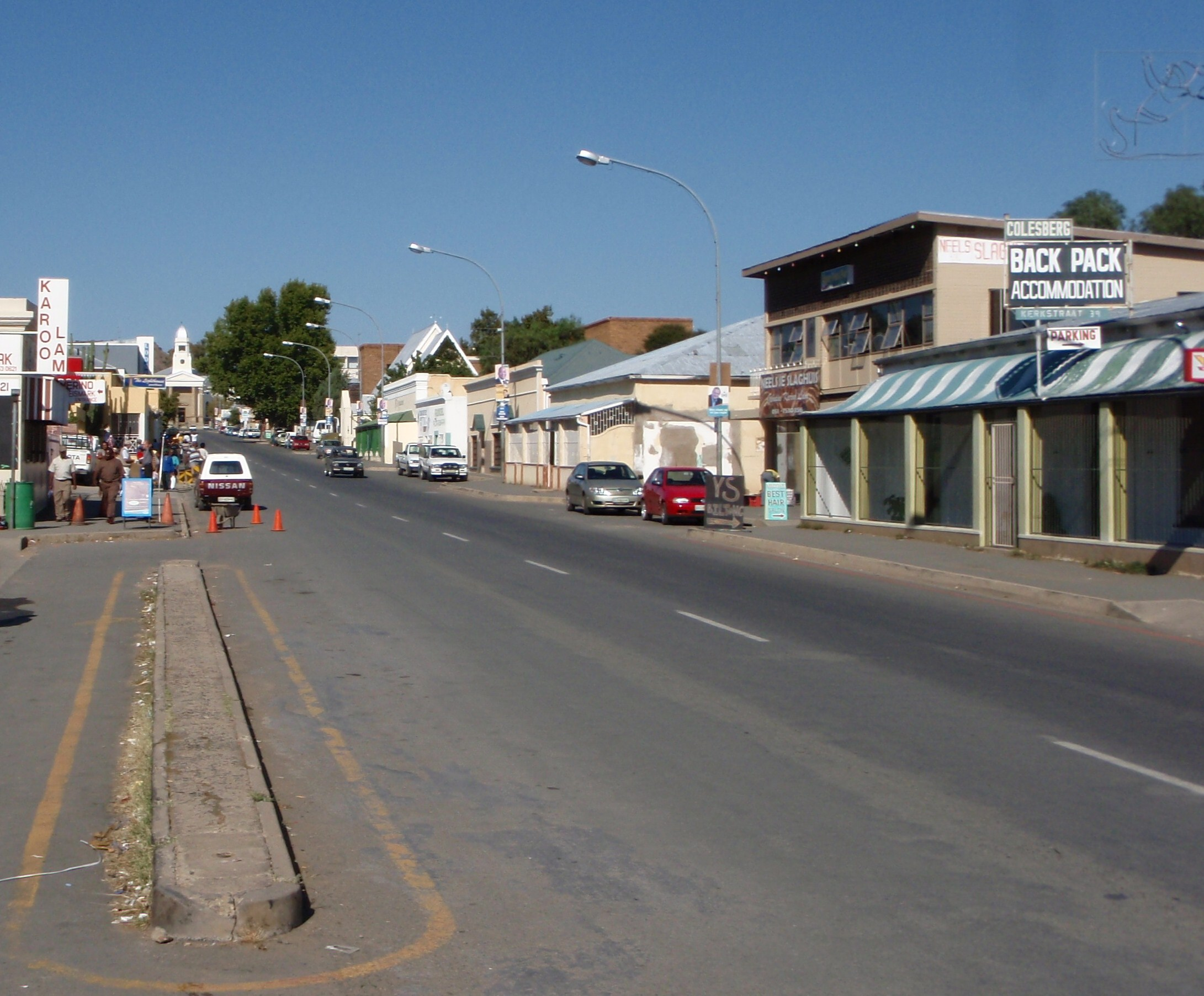
科爾斯伯格

科爾斯伯格（Colesberg）是南非的城鎮，位於該國中南部，由北開普省負責管轄，始建於1830年，面積38.66平方公里，2001年人口4,243，人口密度每平方公里110人。

## 外部連結
- Colesberg South Africa
- Colesberg site （页面存档备份，存于）